# Courtenay (Dakota del Nord)
Courtenay è un centro abitato (city) degli Stati Uniti d'America, situato nella Contea di Stutsman nello Stato del Dakota del Nord. Nel censimento del 2000 la popolazione era di 53 abitanti. La città è stata fondata nel 1893.

## Geografia fisica
Secondo i rilevamenti dell'United States Census Bureau, la località di Courtenay si estende su una superficie di 1,10 km², tutti occupati da terre.

## Popolazione
Secondo il censimento del 2000, a Courtenay vivevano 53 persone, ed erano presenti 15 gruppi familiari. La densità di popolazione era di 46,5 ab./km². Nel territorio comunale si trovavano 30 unità edificate. Per quanto riguarda la composizione etnica degli abitanti, il 100% era bianco.
Per quanto riguarda la suddivisione della popolazione in fasce d'età, il 20,8% era al di sotto dei 18, il 3,8% fra i 18 e i 24, il 30,2% fra i 25 e i 44, il 24,5% fra i 45 e i 64, mentre infine il 20,8% era al di sopra dei 65 anni di età. L'età media della popolazione era di 44 anni. Per ogni 100 donne residenti vivevano 112,0 maschi.